# Акжаркинський сільський округ
Акжарки́нський сільський округ (каз. Ақжарқын ауылдық округі, рос. Акжаркынский сельский округ) — адміністративна одиниця у складі Акжарського району Північноказахстанської області Казахстану. Адміністративний центр — село Акжаркин.
Населення — 789 осіб (2021; 1285 у 2009, 1780 у 1999, 2500 у 1989).
Станом на 1989 рік існували Ащикольська сільська рада (села Ащиколь, Бауркамис, Булак) та Совхозна сільська рада (село Совхозне). До 2009 року сільський округ називався Совхозним.

## Склад
До складу округу входять такі населені пункти:
| Населений пункт | Старі назви | Населення, осіб (1989) | Населення, осіб (1999) | Населення, осіб (2009) | Населення, осіб (2021) |
| --------------- | ----------- | ---------------------- | ---------------------- | ---------------------- | ---------------------- |
| Акжаркин, село  | Совхозне    | 955                    | 850                    | 699                    | 468                    |
| Ащиколь, село   | -           | 1340                   | 871                    | 586                    | 321                    |
| Бауркамис, село | -           | 129                    | 59                     | -                      | -                      |
| Булак, село     | -           | 76                     | -                      | -                      | -                      |